# Liste der Landschaftsschutzgebiete im Ostalbkreis
Im Ostalbkreis gibt es 56 Landschaftsschutzgebiete, die zusammen eine Fläche von 19.600 ha oder 13 % der Fläche des Landkreises einnehmen. Das älteste Landschaftsschutzgebiet im Kreis ist das 1963 eingerichtete Gebiet Frankenbachtal.
| Name | Bild                  | Kennung               | Einzelheiten | Position | Fläche Hektar | Datum         |
| --- | --------------------- | --------------------- | --- | -------- | ------------- | ------------- |
| Ipf mit Blasenberg und Reimersbergle |                       | 1.36.001 WDPA: 321962 | Bopfingen, Kirchheim am Ries Ergänzungsflächen für die Naturschutzgebiete Ipf und Blasienberg. Der Ipf ist ein Kegelberg mit hallstattzeitlicher Wallanlage auf der Kuppe; ausgedehnte Wacholderheide; die anderen Berge sind Riesrandberge mit Heidevegetation. | ⊙        | 200,0         | 5. Dez. 1968  |
| Sandberg mit Breitwang, Buchberg, Beiberg und Umgebung                                                                                                 | BW                    | 1.36.003 WDPA: 324081 | Bopfingen Heidelandschaft auf nordöstlichem Ausläufer des Härtsfeldes mit Schafweiden; Erholungsgebiet. | ⊙        | 189,1         | 13. Okt. 1987 |
| Tonnenberg und Karkstein mit östlicher Barnberghalde (Barnholz, Katzenhölzle), Käsbühl, Vorderer und Hinterer Fohbühl, Siegert und Ruine Schenkenstein | BW                    | 1.36.004 WDPA: 325199 | Bopfingen, Lauchheim Bergrücken aus Weißjura und Gries mit Wald und Schafweiden; Umgebung der Ruine Schenkenstein. | ⊙        | 156,6         | 5. Dez. 1968  |
| Meisterstaller Heide |                       | 1.36.006 WDPA: 322938 | Bopfingen Vorgeschichtliches Gräberfeld. | ⊙        | 11,6          | 5. Dez. 1968  |
| Gromberger Heide |                       | 1.36.007 WDPA: 321167 | Lauchheim, Westhausen Weißjuraberg mit Wald, Schafweiden und zwei Burgruinen. | ⊙        | 126,1         | 5. Dez. 1968  |
| Dossinger Tal |                       | 1.36.008 WDPA: 320420 | Neresheim Trockental mit markanten Felspartien. | ⊙        | 20,4          | 5. Dez. 1968  |
| Klosterberg Neresheim |                       | 1.36.011 WDPA: 322208 | Neresheim Der Berg, auf dessen Kuppe krönend das Kloster Neresheim steht, soll von Verunstaltungen freigehalten werden. | ⊙        | 114,7         | 5. Dez. 1968  |
| Tiefen Tal |                       | 1.36.012 WDPA: 325164 | Neresheim Zeitweise wasserführendes Tal mit Talwiesen und Hangwäldern. | ⊙        | 23,2          | 5. Dez. 1968  |
| Wental |                       | 1.36.013 WDPA: 325767 | Essingen Ehemaliger Zufluss zum Steinheimer Becken, vollständig verkarstet; mit bizarren Dolomitfelsgruppen. | ⊙        | 3,0           | 5. Dez. 1968  |
| Filgenbachtal | BW                    | 1.36.015 WDPA: 320800 | Hüttlingen Keuperlandschaft mit Wiesen und Wald. | ⊙        | 28,8          | 5. Dez. 1968  |
| Schloßberg Ellwangen und Schönenberg |                       | 1.36.016 WDPA: 324192 | Ellwangen (Jagst) Landschaft um das Schloss und die Wallfahrtskirche, die, um die Bauwerke hervorzuheben, von jeder anderen Bebauung freigehalten werden soll. | ⊙        | 85,0          | 5. Dez. 1968  |
| Tal der Blinden Rot | BW                    | 1.36.017 WDPA: 324980 | Abtsgmünd, Adelmannsfelden, Neuler Landschaftlich sehr reizvolles, unberührtes Tal der Blinden Rot (rechter Zufluss des Kochers). | ⊙        | 84,4          | 5. Dez. 1968  |
| Speicherbecken Orrot |                       | 1.36.019 WDPA: 324715 | Jagstzell, Rosenberg Umgebung des Speicherbeckens und seines Zuflusses. | ⊙        | 56,7          | 5. Dez. 1968  |
| Hohenberg |                       | 1.36.020 WDPA: 321695 | Rosenberg Hohenberg mit Kirche, der von anderer Bebauung freigehalten werden soll; vielbesuchter Aussichtspunkt. | ⊙        | 30,5          | 5. Dez. 1968  |
| Kaltes Feld bis Rosenstein |                       | 1.36.021 WDPA: 322050 | Heubach, Schwäbisch Gmünd, Waldstetten 781 m hoher Bergstock (Kaltes Feld) mit eindrucksvollen Felsbildungen und markantem 735 m hohem Berg (Rosenstein) der Ostalb mit Burgruine, Höhlen und vorgeschichtlichen Wällen; Erholungsgebiet mit besonderem landschaftlichen Reiz; Skigebiet. | ⊙        | 2.873,1       | 4. Nov. 1974  |
| Kapfenburg |                       | 1.36.022 WDPA: 322060 | Lauchheim, Westhausen Umgebung des Schlosses Kapfenburg; Erholungsgebiet. | ⊙        | 147,2         | 31. März 1980 |
| Grießweiher-Eichenhain bei Neuler | BW                    | 1.36.023 WDPA: 321158 | Neuler Ökologisch wertvolle Feuchtgebiete mit vielfältiger Tier- und Pflanzenwelt. | ⊙        | 27,6          | 12. Juni 1981 |
| Remswasen | BW                    | 1.36.024 WDPA: 323806 | Iggingen, Schwäbisch Gmünd 2 Teilgebiete. Umgebung des letzten gut erhaltenen Auwaldes an der Rems. | ⊙        | 14,8          | 27. Sep. 1982 |
| Welzheimer Wald mit Leintal |                       | 1.36.026 WDPA: 325761 | Böbingen an der Rems, Durlangen, Eschach, Göggingen unberührte Keuperwald- und -tallandschaft; Erholungsgebiet | ⊙        | 5.474,7       | 30. Aug. 1972 |
| Hohenstaufen, Rechberg, Stuifen mit Aasrücken und Rehgebirge                                                                                           |                       | 1.36.027 WDPA: 321706 | Schwäbisch Gmünd, Waldstetten Die Kaiserberge sind bedeutsam durch ihre historische Vergangenheit; Naherholungsgebiet. | ⊙        | 1.596,9       | 4. Okt. 1971  |
| Knöckle | BW                    | 1.36.028 WDPA: 322227 | Abtsgmünd Umgebung der Kapelle „Knöckle“ als landschaftsprägende Grünzäsur. | ⊙        | 3,6           | 23. Jan. 1981 |
| Keuerstadt und Umgebung |                       | 1.36.029 WDPA: 322101 | Ellenberg, Ellwangen (Jagst), Jagstzell Wiesenaue und die Umgebung der Wallfahrtskapelle sollen vor Bebauung freigehalten werden. | ⊙        | 15,3          | 16. Jan. 1981 |
| Frickenhofer Höhe | BW                    | 1.36.030 WDPA: 320888 | Gschwend | ⊙        | 326,3         | 15. Apr. 1971 |
| Glattenzain- und Rauhenzain- sowie Dappachtal | BW                    | 1.36.031 WDPA: 321091 | Gschwend Reizvolle, naturnahe Wiesentäler mit natürlichen, gehölzbestandenen Bachläufen und bewaldeten Hängen im Welzheimer Wald. | ⊙        | 15,9          | 15. Apr. 1971 |
| Krätzental |                       | 1.36.032 WDPA: 322300 | Neresheim Trockental mit Felsen (Hohler Stein) und Talwiesen. | ⊙        | 18,7          | 28. Dez. 1972 |
| Rötenberg-Rötenbachtal | BW                    | 1.36.033 WDPA: 323975 | Abtsgmünd, Obergröningen Offene Wiesenlandschaft und Waldrandbereiche als ökologisch hochwertige Räume und Erholungsgebiete. | ⊙        | 141,3         | 21. Apr. 1994 |
| Römerkastell Halheim | BW                    | 1.36.034 WDPA: 323941 | Ellwangen (Jagst) | ⊙        | 0,8           | 24. Sep. 1973 |
| Rinderburg |                       | 1.36.035 WDPA: 323896 | Ellwangen (Jagst) Gut erhaltene frühmittelalterliche Wall- und Grabanlagen mit schönem Baumbestand in landschaftlich markanter Lage. | ⊙        | 2,7           | 24. Sep. 1973 |
| Weiher im Raum Ellenberg - Wört - Stödtlen - Tannhausen                                                                                                | BW                    | 1.36.036 WDPA: 325715 | Ellenberg, Stödtlen, Tannhausen, Wört Weiher im Virngrund. | ⊙        | 64,8          | 24. Sep. 1973 |
| Tiefes Tal |                       | 1.36.037 WDPA: 325174 | Essingen, Oberkochen In das Kocher-Brenz-Tal einmündendes typisches Albtrockental; Erholungsgebiet. | ⊙        | 59,90         | 24. Sep. 1973 |
| Laubachtal | BW                    | 1.36.038 WDPA: 322530 | Aalen Seitental der Lein; relativ naturnahes Bachtal mit Ufergehölz. | ⊙        | 66,3          | 24. Sep. 1973 |
| Landschaftsteile am Riesrandbereich | BW                    | 1.36.039 WDPA: 322448 | Bopfingen, Kirchheim am Ries, Unterschneidheim, Riesbürg Riesauswürflinge mit Schafweiden in meist landschaftlich markanter Lage. | ⊙        | 393,9         | 24. Sep. 1973 |
| Haselbachtal |                       | 1.36.040 WDPA: 321410 | Lorch, Mutlangen, Schwäbisch Gmünd Riesauswürflinge mit Schafweiden in meist landschaftlich markanter Lage. | ⊙        | 913,3         | 29. Dez. 1975 |
| Unteres Leintal mit Nebentälern |                       | 1.36.041 WDPA: 325344 | Abtsgmünd, Schechingen, Aalen Vielgestaltige Landschaft mit besonderem ökologischem Wert und erheblicher Bedeutung für die Erholung. | ⊙        | 1.016,1       | 9. Juli 1981  |
| Rotenbachtal-Sekretärweiher |                       | 1.36.042 WDPA: 323974 | Ellwangen (Jagst) Keupertal mit noch völlig natürlichem Charakter mit Schilf-, Röhricht- und Riedbeständen mit erheblichem Erholungswert. | ⊙        | 98,4          | 24. März 1982 |
| Gebiete um Welzheim und Walkersbacher Tal |                       | 1.36.043 WDPA: 321008 | Lorch Landschaft mit besonderer Eigenart und Schönheit; mit besonderem Erholungswert. | ⊙        | 139,3         | 28. Feb. 1983 |
| Frankenbachtal |                       | 1.36.044 WDPA: 320864 | Ellwangen (Jagst), Neuler Naturnaher Landschaftsteil; Erholungsgebiet. | ⊙        | 54,8          | 28. Feb. 1963 |
| Aimersbachtal |                       | 1.36.045 WDPA: 319462 | Lorch Reizvolles Tal als Lebensraum einer Vielzahl gefährdeter Pflanzen- und Tierarten; Naherholungsraum. | ⊙        | 7,3           | 22. Aug. 1984 |
| Götzenbachtal |                       | 1.36.046 WDPA: 321134 | Lorch Reizvolles Tal als Lebensraum einer Vielzahl gefährdeter Pflanzen- und Tierarten; Naherholungsraum. | ⊙        | 7,0           | 22. Aug. 1984 |
| Heinzental |                       | 1.36.047 WDPA: 321523 | Neresheim | ⊙        | 1,0           | 20. März 1978 |
| Eichenhain bei der Dalkinger Heidkapelle |                       | 1.36.048 WDPA: 320545 | Rainau Kulturhistorisches Dokument früherer Wirtschaftsweisen. | ⊙        | 5,0           | 11. Feb. 1985 |
| Strutbachtal | BW                    | 1.36.049 WDPA: 324894 | Hüttlingen, Neuler, Rainau Bachtal mit Bachweiher; reizvolles Landschaftsbild; Lebensraum für zahlreiche gefährdete Pflanzen- und Tierarten. | ⊙        | 37,5          | 18. Apr. 1985 |
| Albtrauf zwischen Unterkochen und Baiershofen | BW                    | 1.36.050 WDPA: 319481 | Westhausen, Aalen Besonders markante und charakteristische Teile des Albtraufes, Verzahnung von Wald, Heide, Felder und Wiesen und Siedlungsrand; Lebensraum für Tier- und Pflanzenwelt und Erholungsraum. | ⊙        | 740,0         | 20. März 1986 |
| Schloß Baldern |                       | 1.36.051 WDPA: 324181 | Bopfingen, Lauchheim Schloß Baldern mit Umgebung; besonders reizvolles Landschaftsbild. | ⊙        | 437,2         | 3. Sep. 1986  |
| Büchelberger Grat und Umgebung | BW                    | 1.36.052 WDPA: 320135 | Abtsgmünd Ackerbaulich genutztes Plateau umgeben von Wäldern; die kleinen Wäldchen, Feldgehölze, Einzelbäume (darunter zahlreiche Naturdenkmale), extensive Streuobstwiesen und der hohe Grünlandanteil weisen dem Gebiet eine hohe ökologische Ausgleichsfunktion zu; die Vielgestaltigkeit und die beliebte Aussicht von der Höhe machen den hohen Erholungswert des Gebietes aus. | ⊙        | 265,6         | 21. Nov. 1988 |
| Oberes Bühlertal und Umgebung | BW                    | 1.36.053 WDPA: 323368 | Abtsgmünd, Adelmannsfelden Strukturreiches Gebiet, geprägt durch sanfte Hügel mit beständigem Wechsel von Grün- und Ackerland, landschaftlich reizvolle Bereiche, naturnahe Talbereiche mit Gehölzbeständen an den Ufern und Wiesen in den Auebereichen, Schilfgürtel an den Weihern, Großseggenriede, Erlenbestände und Feuchtwiesen; besonderer Erholungswert. | ⊙        | 311,6         | 30. Nov. 1988 |
| Albtrauf zwischen Lautern und Aalen mit angrenzenden Gebieten                                                                                          |                       | 1.36.054 WDPA: 319480 | Essingen, Heubach, Aalen Charakteristischer Teil des markanten und exponierten Albtraufs zwischen Lautern und Aalen, aber auch kleingliedrige, abwechslungsreiche Umgebung mit Waldflächen, Obstwiesen, Ackerflächen, Wiesentälchen und Wacholderheiden. | ⊙        | 1.173,3       | 10. Mai 1990  |
| Egautal südlich von Neresheim |                       | 1.36.055 WDPA: 320494 | Neresheim | ⊙        | 257,3         | 26. Okt. 1992 |
| Rotbachtal mit Seitentälern und angrenzenden Gebieten                                                                                                  |                       | 1.36.056 WDPA: 323967 | Jagstzell Wiesentäler und weitgehend natürlicher Bachlauf mit markanten Landschaftselementen wie Feldgehölze, Hecken, Weiher und Streuobstbestände; neben Ödlandstreifen - extensiv genutzte Flächen, Böschungen, Raine und Einzelbäume. | ⊙        | 186,4         | 31. Aug. 1993 |
| Oberes Blinde-Rot-Tal |                       | 1.36.057 WDPA: 323361 | Rosenberg Reizvolle und ökologisch wertvolle Tallandschaft, von besonderer Eigenart und Schönheit mit hohem Erholungswert. | ⊙        | 208,5         | 5. Mai 1994   |
| Jagsttal zwischen Ellwangen-Rindelbach u. d. Kreisgrenze nördlich v. Jagstzell mit angrenzenden Gebieten                                               | Jagsttal bei Kalkhöfe | 1.36.058 WDPA: 321996 | Ellwangen (Jagst), Jagstzell Naturnaher, harmonischer Landschaftsteil mit hoher biologischer Vielfalt und hohem ökologischen Wert als Lebensraum für Tiere und Pflanzen, aber auch als Retentionsraum zur Regulierung des Wasserdargebotes. | ⊙        | 301,0         | 18. Feb. 1994 |
| Kugeltal, Ebnater Tal, Teile des Heiligentals und angrenzende Gebiete                                                                                  | BW                    | 1.36.059 WDPA: 322352 | Bopfingen, Lauchheim, Neresheim, Aalen Von Beeinträchtigungen noch weitestgehend freier Trockentalzug als ökologischer Ausgleichsraum einerseits und als naturnaher Erholungsraum für die Allgemeinheit andererseits sowie als hervorragend ausgeprägte, landschaftstypische geomorphologische Erscheinung von Karstlandschaften. Naturnahe und ökologisch vielfältig aufgebaute Waldränder als ökologisch und ästhetisch wertvolle Bereiche einer Kultur- und Erholungslandschaft                                           | ⊙        | 527,6         | 26. Mai 1997  |
| Liastrauf zwischen Oberzell und der Landesgrenze | BW                    | 1.36.060 WDPA: 322591 | Stödtlen, Tannhausen Für die südwestdeutsche Schichtstufenlandschaft typische Liaskante (Liastrauf) mit seinem Lebensraum für verschiedenste Tier- und Pflanzenarten; Wacholderheide bei der Wildenbergkapelle; Streuobstwiesen sowie ökologisch hochwertige Feucht- und Trockenbiotope; reizvolles und vielfältiges Landschaftsbild, das durch den Wechsel von Wald und Wiese geprägt ist. | ⊙        | 339,6         | 25. Mai 1998  |
| Hügelland um Hofen | BW                    | 1.36.061 WDPA: 321833 | Hüttlingen, Aalen Beispielhafter, landschaftstypischer Ausschnitt der Goldshöfer Terrassenplatten als Untereinheit der naturräumlichen Einheit Östliches Albvorland; kleinklimatische Ausgleichsfunktion der landwirtschaftlichen Nutzflächen und Freiraumfunktion im Siedlungsband Aalen-Wasseralfingen-Hüttlingen; Frischluftentstehungsgebiet; besonderer Erholungswert für die Allgemeinheit. | ⊙        | 59,7          | 19. Dez. 2000 |
| Schlossberg mit Ruine Flochberg |                       | 1.36.062 WDPA: 324195 | Bopfingen Landschaftlich herausgehobener, vielfältiger, artenreicher Lebensraumkomplex, insbesondere mit Kalkmagerrasen, Hecken, Schotter- und Felsfluren, Wiesen und Gebüsch als Lebensräume vieler selten gewordener Tier- und Pflanzenarten, als typisches Relikt der historischen Kulturlandschaft mit ihrem charakteristischen Landschaftsbild und hoher landeskundlicher Bedeutung und als besonders abwechslungsreiches, reizvolles Landschaftsbild eines für die Erholung hochwertigen und schutzbedürftigen Raumes. | ⊙        | 13,6          | 12. Juni 2002 |
| Legende für Landschaftsschutzgebiet |                       |                       | |          |               |               |